# Seznam botanických zahrad a arboret v Praze
Seznam botanických zahrad a arboret v Praze obsahuje botanické zahrady, arboreta a další veřejně přístupné sbírky rostlin na území Prahy, v provozu i zaniklé, začleněné do Unie botanických zahrad ČR i provozované mimo tuto unii. Je doplněn o některé lokality volně rostoucích a veřejně přístupných rostlin. Seznam je řazen podle katastru a nemusí být úplný.

## Seznam
| Objekt                                                   | Obrázek | Galerie                                                                                       | Katastr Ulice               | Rok        | Poznámka | Souřadnice                      |
| -------------------------------------------------------- | ------- | --------------------------------------------------------------------------------------------- | --------------------------- | ---------- | --- | ------------------------------- |
| Botanické zahrady a arboreta                             |         |                                                                                               |                             |            | |                                 |
| Královská obora                                          |         | Kategorie „Stromovka (Prague)“ na Wikimedia Commons                                           | Bubeneč                     |            | arboretum | 50°6′23″ s. š., 14°25′10″ v. d. |
| Skalničková zahrada Hlubočepy (Haladova zahrada)         |         | Kategorie „Skalničková zahrada Hlubočepy“ na Wikimedia Commons                                | Hlubočepy Na Placích        | kolem 1950 | 0,2 ha; v místě bývalého vápencového lomu | 50°2′32″ s. š., 14°23′22″ v. d. |
| Botanická zahrada Malešice                               |         | Kategorie „Malešice botanical garden“ na Wikimedia Commons                                    | Malešice Pod Táborem 17/4   | 1948       | Botanická zahrada SOŠ, SOU, OU a Učiliště; původně park Jiráskovy vily, roku 1948 se do parku přestěhovala zahradnická škola z Vinohrad, která existovala od roku 1909. | 50°5′19″ s. š., 14°30′54″ v. d. |
| Botanická zahrada Univerzity Karlovy                     |         | Kategorie „Botanical Garden of Charles University“ na Wikimedia Commons                       | Nové Město Na Slupi 433/16  | 1890       | nástupce botanické zahrady na Smíchově, založené roku 1775 a zničené při povodni roku 1890                                                                              | 50°4′16″ s. š., 14°25′17″ v. d. |
| Farní zahrada Na Skalce                                  |         | Kategorie „Rectory garden Na Skalce“ na Wikimedia Commons                                     | Nové Město Karlovo náměstí  | 1980       | Farní zahrada kostela sv. Jana Nepomuckého na Skalce; zahradu spravuje Klub skalničkářů Praha, otevřena je 3× ročně v rámci výstav, vstup omezený                       | 50°4′21″ s. š., 14°25′7″ v. d.  |
| Stanice přírodovědců Smíchov                             |         | Kategorie „Stanice přírodovědců Smíchov“ na Wikimedia Commons                                 | Smíchov Drtinova 199/1a     | 1954       | založena jako „Stanice mladých přírodovědců“; kromě skleníků i venkovní expozice zvířat                                                                                 | 50°4′30″ s. š., 14°24′ v. d.    |
| Botanická zahrada Fakulty tropického zemědělství v Praze |         | Kategorie „Botanical Garden of Czech University of Life Sciences Prague“ na Wikimedia Commons | Suchdol Kamýcká 129         |            | školní botanická zahrada | 50°7′53″ s. š., 14°22′15″ v. d. |
| Botanická zahrada hl. m. Prahy                           |         | Kategorie „Prague Botanic Garden“ na Wikimedia Commons                                        | Troja Trojská 800/196       | 1969       | zahrada, skleník Fata Morgana | 50°7′7″ s. š., 14°24′55″ v. d.  |
| Zaniklé botanické zahrady a arboreta                     |         |                                                                                               |                             |            | |                                 |
| Božinka (†)                                              |         | Kategorie „Božinka“ na Wikimedia Commons                                                      | Košíře Jinonická čp. 766/17 | 1911       | zahradu založil botanik, cestovatel a etnograf Alberto Vojtěch Frič | 50°4′ s. š., 14°22′42″ v. d.    |
| Společenská zahrada v Krči (†)                           |         |                                                                                               | Krč U Krčského nádraží 86   | 1845       | pokračovatel zahrady Na Slupi, školní zahrada; rozloha 8 ha | 50°2′5″ s. š., 14°27′10″ v. d.  |
| Zahrada apatykáře Angela (†)                             |         |                                                                                               | Nové Město Jindřišská       | 1360-1736  | v místech České pošty | 50°5′0″ s. š., 14°25′42″ v. d.  |
| Zahrada apatykáře Augustina (†)                          |         |                                                                                               | Nové Město Na Slupi 448/6   | 1360       | pozemky postoupeny k výstavbě kláštera a kostela | 50°4′10″ s. š., 14°25′17″ v. d. |
| Botanická zahrada na Smíchově (†)                        |         |                                                                                               | Smíchov                     | 1773–1890  | v místech Dienzenhoferových sadů; zanikla při povodni, přemístěna do ulice Na Slupi                                                                                     | 50°4′30″ s. š., 14°24′30″ v. d. |
| Ostatní                                                  |         |                                                                                               |                             |            | |                                 |
| Fíkovna                                                  |         | Kategorie „Fíkovna (Pražský hrad)“ na Wikimedia Commons                                       | Hradčany                    | 1572       | areál Pražského hradu | 50°5′36″ s. š., 14°24′18″ v. d. |
| Albrechtův vrch                                          |         | Kategorie „Albrechtův vrch (Praha)“ na Wikimedia Commons                                      | Jinonice                    |            | miniarboretum ve volné přírodě; 0,7 ha | 50°2′37″ s. š., 14°20′44″ v. d. |
| Sekvojovce v Michelském lese                             |         | Kategorie „Sekvojovce v Michelském lese“ na Wikimedia Commons                                 | Michle                      |            | Kunraticko-michelský les; dva památné stromy v místech bývalé lesní školky, školka zrušena po roce 2010                                                                 | 50°2′7″ s. š., 14°28′1″ v. d.   |